# G.fast
G.fast è uno standard DSL adottato il 5 dicembre 2014 dall'ITU-T (il settore dell'Unione internazionale delle telecomunicazioni che si occupa di regolare le telecomunicazioni telefoniche e telegrafiche) che permette velocità di trasmissione tra 200 Mbit/s e 500 Mbit/s. In speciali circostanze, la velocità può raggiungere 1 Gbit/s. Le alte velocità sono raggiungibili su distanze molto brevi (meno di 250 metri). Si tratta di un potenziamento della tecnologia utilizzata nella VDSL2, ma, essendo ottimizzata per le brevi distanze, non è in grado di rimpiazzare la VDSL2 sulle lunghe distanze.
Le specifiche sono state pubblicate come standard ITU-T G.9700 e G.9701 e sono state ratificate nel 2014. Lo sviluppo è stato coordinato con il progetto FTTdp (Fiber to the distribution point) del Broadband Forum. Alcune dimostrazioni di questa nuova tecnologia sono state effettuate nel 2013 e i primi dispositivi dovrebbero entrare in commercio nel 2015.

## Tecnologia

Spettro delle frequenze dello standard G.fast comparate con il VDSL2

Nel G.fast i dati sono modulati mediante la OFDM (Modulazione discreta multitono), come avviene nella VDSL2 e nella maggior parte delle varianti dell'ADSL. Lo standard G.fast consente i profili 106 MHz e 212 MHz, mentre la VDSL2 usa lo spettro 8,5, 17,664 e 30 MHz; esso si sovrappone alla banda di trasmissione radio in FM tra gli 87,5 e i 108 MHz e a diversi servizi radio militari e governativi. Per limitare le interferenze con questi servizi radio, lo standard ITU-T G.9700, chiamato anche G.fast-psd, specifica i metodi per generare la densità dello spettro di potenza del segnale trasmesso. Il G.9701, chiamato anche G.fast-phy, contiene le specifiche della parte fisica del G.fast.
Per consentire la coesistenza con l'ADSL2 e i diversi profili VDSL2, la frequenza di avvio può essere impostata tra 2,2, 8,5, 17,664 e 30 MHz. G.fast usa il duplex a divisione temporale, diversamente dalla VDSL2 e dall'ADSL2, che usando il duplex a divisione in frequenza.
Il servizio consente velocità tra 200 e 1000 Mbit/s su tratti non più lunghi di 100 metri; le velocità massime si riducono a 500, 200 e 150 Mbit/s su tratti lunghi rispettivamente 100, 200 e 250 metri. In alcune prove effettuate nel luglio 2013 da Alcatel-Lucent e Telekom Austria, utilizzando dei prototipi e in condizioni di laboratorio, è stata raggiunta la velocità totale (invio e ricezione) di 1,1 Gbit/s su una distanza di 70 metri e di 800 Mbit/s su 100 metri. In cavi più vecchi e non schermati la velocità totale è stata di 500 Mbit/s su 100 metri.

## Implementazione
Il G.fast sarebbe di rapida implementazione in gran parte dei centri abitati e rurali, poiché è sufficiente portare la fibra ottica nella stretta prossimità della chiostrina di derivazione o distributore (da qui il nome dell'architettura FTTdP - fibra fino al punto di distribuzione) delle esistenti connessioni telefoniche in rame (e non all'armadio ripartilinea o cabinet come già avviene con la tecnologia VDSL2) e installare un DSLAM G.fast, che ha dimensioni ridottissime e che può anche essere telealimentato direttamente dagli utenti finali mediante Reverse Power Feeding, meccanismo dove ogni utente fornisce energia - solo alla sua porta - attraverso il modem. In Italia le chiostrine o distributori sono, nella maggioranza dei casi, il nodo della rete telefonica successivo all'armadio ripartilinea e quindi vicinissimi all'ubicazione dell'utenza (sui marciapiedi, nei muri di recinzione o nelle pareti esterne delle abitazioni, negli scantinati degli edifici come condomini ed uffici, direttamente sui pali nelle aree rurali, ecc.); Telecom Italia starebbe sperimentando la tecnologia in laboratorio.

## Sviluppi
Gli sviluppi del G.fast sono stati analizzati nel G.fast Summit di Parigi (20-22 maggio 2014).
Il G.fast potrà consentire di portare la fibra più vicino agli utenti di quanto si possa fare con la VDSL2 FTTC (fibra fino al cabinet), ma non al livello della FTTH (fibra fino a casa). Nella FTTdP (fibra fino al punto di distribuzione) un ristretto numero di utenti alla distanza massima di 200-300 metri sono collegati al nodo della fibra, che fa da DSL access multiplexer (DSLAM). Nell'ADSL2 invece il DSLAM si trova in una centrale telefonica ad una distanza massima di 5 chilometri dall'utente, mentre talvolta nella VDSL2 il DSLAM si trova in un armadio stradale e serve centinaia di utenti alla distanza massima di 1 chilometro. La VDSL2 è usata talvolta nella FTTB (fibra fino alle fondamenta).
Un nodo G.fast FTTdP tipicamente ha dimensioni più piccole di una scatola di scarpe e può essere installato su di un palo o anche sottoterra. Nella FTTB il nodo si trova nelle fondamenta di un condominio e il G.fast è utilizzato nel cablaggio interno all'edificio.
Nel 2015 diverse aziende, tra cui Bell Laboratories, hanno dimostrato in forma sperimentale velocità superiori a 1 Gbit/s, fino a 10 Gbit/s, su DSL.